# Бірґіт Майнеке
Бірґіт Майнеке (нім. Birgit Meineke, 4 липня 1964) — німецька плавчиня.
Чемпіонка світу з водних видів спорту 1982 року.
Чемпіонка Європи з водних видів спорту 1981, 1983 років.